# Neoclytus caprea
Neoclytus caprea är en skalbaggsart som först beskrevs av Thomas Say 1824.  Neoclytus caprea ingår i släktet Neoclytus och familjen långhorningar. Inga underarter finns listade i Catalogue of Life.